# Erdős Jenő (újságíró)
Erdős Jenő (Porcsalma, 1912. december 23. – Budapest, 1981. szeptember 30.) újságíró, szerkesztő, szociográfus.

## Élete
Erdős Anna fia. 1932-ben érettségizett Debrecenben, majd a debreceni Tisza István Tudományegyetem hallgatója lett. 1932-től Budapesten a Kis Újságnál volt újságíró, majd egyúttal az újság színházi rovatának vezetője. 1945-ig az Esti Kurír munkatársa lett. 1945-től 1970-ig a Somogyi Néplap, a Pest megyei Népújság olvasószerkesztője, 1949-től a Magyar Távirati Iroda, 1954-től a Pest Megyei Hírlap, 1957-től különböző sportlapok, 1950-1978 között a Művészet című folyóirat munkatársa volt. Nyugdíjazásáig a Magyar Távirati Iroda Fejér megyei hetilapja, a Szolnok szerkesztője volt.
Maradandó értékű szociográfiai tanulmányokat írt a Szabolcs-Szatmári térségről és Budapest munkásnegyedeiről.

## Főbb művei
- Az élet rendje Szatmár megyében (1935)
- Debrecen (Budapest, 1944)
- Pedagógusok a "musica humana" szolgálatában (Budapest, 1983)